# مناورات الريك
مناورات الريك أو (بالإنجليزية: Alaric Maneuvers)‏ هي مناورات عسكرية مشتركة تقام بين كل من السعودية وفرنسا. 

## المناورات المنفذة
- الريك 1 : أقيمت فعاليات المناورة يوم الإثنين الموافق 18 نوفمبر 2013. [5]